# Ametek
Ametek, Inc. (Eigenschreibweise: AMETEK) ist ein börsennotierter US-amerikanischer Hersteller von elektronischen und elektromechanischen Instrumenten mit über 150 Standorten weltweit mit Sitz in Berwyn, Pennsylvania.
Ursprünglich wurde das Unternehmen im Jahr 1930 im Bundesstaat Delaware als American Machine and Metals, Inc. registriert und erhielt seinen heutigen Namen erst in den 1960er Jahren. Mit dem Namenswechsel sollte der Wandel des Geschäfts sichtbarer werden, der sich von zunächst schweren Maschinen und Bergbauausrüstung hin zu Analysegeräten und Präzisionswerkzeug vollzogen hatte. 
Der heutige Konzern setzt sich aus den beiden Unternehmensgruppen „Electronic Instruments Group“ (EIG) und „Electromechanical Instruments Group“ (EMG) zusammen, die mit zahlreichen Tochtergesellschaften Analyse- und Messgeräte, Elektromotoren, Pumpen und Spezialwerkzeuge unter mehr als einhundert verschiedenen Markennamen produzieren. Das Angebot wird durch eigene Forschung erweitert, zu großen Teilen aber auch über schon eingeführte Produkte von stark spezialisierten, meist kleinen oder mittelständischen Betrieben, die der Konzern jedes Jahr durch Übernahmen oder Joint Ventures erwirbt und in seine Strukturen eingliedert.        

## Geschichte
Vorangegangen war die ältere Manhattan Electric Supply Company aus New York, die jedoch nur wenige Monate nach dem schweren Börsencrash am 24. Oktober 1929 in Bankrott gefallen war. Deren Aktionäre entschieden sich daraufhin, eine neue Firma zu gründen, in der das bisherige Manhattan-Geschäft mit aufgehen sollte. Die Neugründung wurde 1930 im Bundesstaat Delaware als American Machine and Metals, Inc. eingetragen und schon kurz darauf mit der Abkürzung AME an der New Yorker Börse gehandelt.

### American Machine and Metals, Inc. oder AME
Das Börsenkürzel AME bildete in den folgenden Jahren auch außerhalb der Börse die häufig verwendete Abkürzung für die Aktiengesellschaft, die sich von Anfang an aus mehreren unterschiedlichen Unternehmen zusammensetzte. Zunächst bestand sie vor allem aus der Troy Laundry Machinery aus East Moline, Illinois, der Haliwell Electric in New York und der Trout Mining Company aus Phillipsburg, Montana. Als Zentrale unterhielt die Gruppe Geschäftsräume in der Wall Street, New York, und es gelang ihr unter Philip G. Mumford, ihrem ersten Präsidenten, ein weiteres Jahr der Weltwirtschaftskrise trotz roter Zahlen recht gut zu überstehen.
Die bei Gründung geplante Verschmelzung mit der weiterhin krisengeschüttelten Manhattan Electric Supply Company wurde Ende des Jahres 1931 aufgegeben. Das Manhattan-Geschäft wurde verkauft und stattdessen vergrößerte sich AME mit der ebenfalls in New York ansässigen Tolhurst Machine Works of Troy, die trotz der allgemeinen Krise im Jahr 1931 einen kleinen Profit erwirtschaftet hatte. Im Jahr 1932, dem schlimmsten Jahr der Rezession, gelang es auch dem Gesamtunternehmen, mit einem kleinen Gewinn abzuschließen, der sich mit dem New Deal ab 1933 sehr schnell vergrößerte. Schon 1935 sah sich das Unternehmen in der Lage, seinen Investoren eine erste Dividende zu zahlen. Wohl aufgrund ihrer Geburtsstunde während einer Krise, bewies die Gesellschaft mit zahlreichen Bonus- und Anreizzahlungen auch gegenüber ihren etwa 900 Mitarbeitern soziale Verantwortung.
1939, mit Ausbruch des Zweiten Weltkriegs in Europa, erfüllte der Geschäftsbereich in East Moline die Anforderung der Regierung an Betriebe, die sich für eine schnelle Umstellung auf Herstellung von kriegswichtiger Ausrüstung eigneten. Als Vorsorge für den Fall eines Kriegseintritts der Vereinigten Staaten richtete sich AME darauf ein, Schiffswäscheien auszustatten und Ventilatoren für Panzer zu produzieren. Bis zum Ende des Kriegs war AME nicht nur um ein Vielfaches gewachsen, sondern hatte auch einige weitere Produkte in seine Fertigung übernommen, wie vor allem Zentrifugen, die ihren Anteil dazu beitrugen, dass die massiv gestiegene Nachfrage der United States Army nach medizinischen Wirkstoffen, vor allem Penicilline und Sulfonamide, über Fortschritte in der Produktionstechnik befriedigt werden konnte. Die erheblichen Gewinne während der Kriegsjahre wurden schließlich auch in einen Zukauf investiert. Gegen Zahlung von 3 Millionen US-Dollar in bar übernahm AME im Jahr 1944 die United States Gauge Company in New York.
Ab 1945, in der Nachkriegszeit, waren die Geschäfte zunächst stark rückläufig und 1948 trat Mumford als Präsident des Unternehmens zurück. Sein Nachfolger wurde John C. Vander Pyl, der AME angesichts einer wieder steigenden Nachfrage durch den Kalten Krieg auf ihren Wachstumspfad zurückführen konnte. Gemessen an den amerikanischen Industriegiganten der 1950er Jahre war AME immer noch sehr klein und erreichte 1955 lediglich etwa 30 Millionen US-Dollar Umsatz. Die Gewinne und deren Ausschüttung als Dividende kletterten aber kontinuierlich, so dass man sich zu einer weiteren Übernahme entschloss und für 34 Millionen US-Dollar die Lamb Electric vormals Domestic Electric erwarb, die bald den Schwerpunkt der Geschäfte des Unternehmens bildete. Bis in die frühen 1960er Jahre vollzog sich ein Wandel von anfänglich technisch eher einfachen Maschinen zu immer komplexeren Produkten. Aus der Bergwerksausrüstung war das Unternehmen mit Verkauf der Trout Mining Company bereits 1958 ausgestiegen. Die Aktionäre entschieden daher, der Veränderung Ausdruck zu verleihen und den Namen des Unternehmens zu ändern.

### Ametek, Inc.
Die Firma wurde nunmehr als Ametek, Inc. eingetragen. Ein Name, der dem Unternehmen erlaubte, das Börsenkürzel AME weiter beizubehalten. Es folgte eine Expansion durch neue Fertigungsanlagen, unter anderem als einer der ersten Hersteller von Klimaanlagen, aber auch durch weitere Übernahmen. Im Jahr 1965 akquirierte Ametek den Spezialisten für Laborgeräte Mansfield and Green, Inc. Der neue Präsident des Unternehmens John H. Lux, ab 1966, führte neue Managementmethoden ein, mit denen er seine Führungskräfte dazu anhielt, ihre Mitarbeiter und Geschäftsbereiche besser zu verstehen. Es wird berichtet, die gesteigerte Arbeitsmoral der Angestellten habe „das Unternehmen belebt“ und zum schnellen Wachstum in der Folgezeit beigetragen.
Im Jahr 1967 erweiterte Ametek seine Produktpalette nach Übernahme der Plymouth Producs um Wasserfilter. Durch die Lamb Electric wurde Ametek wenig später zum Hersteller von Motoren für Kopiergeräte und Drucker. Bis 1980 stieg der Umsatz auf 400 Millionen US-Dollar an. Mit Übernahme der Haveg Corp. verstärkte sich Ametek im gleichen Jahr mit einem Hersteller chemischer Produkte. 1983 erschien die Firma erstmals auf der Rangliste „Fortune 500“ des amerikanischen Wirtschaftsmagazins Fortune. 
Im Jahr 1988 wurde die Unternehmensgruppe umfassend restrukturiert. Verschiedene Betriebe mit langsamerem Wachstum, die nicht zu den neuen zentralen Geschäftsfeldern zählten, wurden dabei auf- oder abgegeben. Unter anderem einigte man sich mit General Electric (GE) im Jahr 1989 auf einen Tausch von Produktionsstätten. Ametek erhielt ein Werk für elektronische Komponenten mit 1.100 Mitarbeitern sowie eine Servicewerkstatt mit 50 Mitarbeitern in der Nähe von Seattle. GE erhielt dafür von Ametek eine Zahlung von 110 Millionen US-Dollar und eine Fabrikanlage für Kunststoff in Tennessee. Der langjährige Unternehmenspräsident Robert L. Noland verließ den Konzern, um die Leitung der aus Ametek ausgegründeten Unternehmen zu übernehmen. John P. Dandalides folgte ihm als neuer Präsident bei Ametek nach. Etwa zeitgleich geriet Ametek unter Anklage. Ihr wurden Falschangaben gegenüber der Regierung vorgeworfen und es hieß, sie habe für Sonarsysteme, die sie seit den 1970er Jahren für amerikanische U-Boote lieferte, zuletzt deutlich überhöhte Rechnungen ausgestellt. Ein Angestellter des Unternehmens hatte den Fall 1987 nach dem auch „whistle-blower act“ oder „Licoln Law“ genannten False Claims Act ins Rollen gebracht, der es ihm ermöglichte, seinen Arbeitgeber bei betrügerischem Verhalten gegenüber Behörden anzuzeigen und dafür einen prozentualen Anteil des Schadenersatzes zu erhalten, soweit das Unternehmen zu einer Zahlung verurteilt werden sollte. In der Sache war eigentlich der Unternehmensbereich Straza in El Cajon, Kalifornien betroffen, der inzwischen zu der von Robert Noland weitergeführten Ausgründung Ketema, Inc. gehörte, deren Name wie Ametek, nur rückwärts gebildet worden war. Da aber das Sonargeschäft auch dort nicht mehr weitergeführt worden war, wurde schließlich im Jahr 1990 Ametek zu einer Geldstrafe in Höhe von 110.000 US-Dollar und zivilrechtlich zur Zahlung von weiteren 5,1 Millionen US-Dollar verurteilt.
Das Geschäft der neu aufgestellten Ametek mit Sitz in Paoli, Pennsylvania bestand vor allem aus den drei Einheiten: „Electro-mechanical“, „Precision Instruments“ und „Industrial Materials“. Darüber hinaus expandierte Ametek verstärkt auch international. Nach Übernahme der Unternehmensführung durch Walter E. Blankley als Chairperson und CEO, verfügte Ametek im Jahr 1993 über 33 Fertigungsbetriebe, darunter auch einige im Ausland. Der Export trug etwa 25 Prozent zum Umsatz bei. Kurz zuvor hatte Ametek drei italienische Hersteller von Elektromotoren übernommen und sich ein Standbein in Europa geschaffen.

### Weitere Entwicklung
(eine Auswahl zu Produkt- und Firmenübernahmen der vergangenen Jahre) 
- 1962 Das „Model 400“, ein lichttechnischer Analysator, wurde zum ersten Mal kommerziell verkauft.
- 1986 Ametek erwirbt die Massenspektrometer-Technologie der Firma Dycor.
- 1998 Ametek erwirbt die UV Technologie der Firma Western Research.
- 2002 Fusion zwischen Ametek PI und Thermox
- 2005 Kauf des weltweit führenden OES-Herstellers Spectro Analytical Instruments GmbH in Kleve
- 2010 wurde die französische Cameca, ein Hersteller von Sekundärionen-Massenspektrometern und Mikrosonden, übernommen.
- 2012 wurde Dunkermotoren erworben.
- 2013 wurde das Unternehmen Creaform, ein kanadischer Hersteller von 3D-Handscannern, aufgekauft.
- 2014 wurde die deutsche Luphos GmbH übernommen und in den Geschäftsbereich Taylor Hobson integriert.
- 2014 wurde auch die Zygo Corporation, ein Hersteller von optischer Messtechnik aufgekauft.
- 2015 wurde die Cognex-Unternehmensdivision Surface Inspection Systems übernommen.
- 2016 wurde Brookfield, ein Hersteller von Viskosimetern, erworben.

## Produkte
Nach Angaben der Webseite des Unternehmens, wurden 2017 Produkte in folgenden Bereichen angeboten:
- Luft- und Raumfahrt & Verteidigung
- Technische Werkstoffe
- Schwerlastfahrzeuge und OEM-Produkte
- Industrieprodukte
- Werkstoffanalyse und Bildverarbeitung
- Medizin
- Motoren / Bewegungssteuerung
- Öl, Gas und Strom
- Prozessmessgeräte
- Prüfen und Messen

## Ametek in Deutschland
Ametek war in Deutschland 2017 an zwölf Standorten vertreten. Davon zählten sieben Standorte zur Ametek GmbH mit Sitz in Meerbusch und fungieren als Vertriebs- & Service-Organisationen. Die Standorte Weiterstadt und Ottendorf-Okrilla bilden die Ametek Germany GmbH. 
Darüber hinaus gehörten auch die Tochterunternehmen Atlas Material Testing Technology GmbH in Linsengericht, Spectro Analytical Instruments GmbH in Kleve, die Dunkermotoren GmbH  in Bonndorf, die MicroPoise Measurement Systems Europe GmbH in Lübeck und die Ametek CTS Germany GmbH in Kamen zum Konzern.
Die Ametek GmbH verfügte Anfang des Jahres 2017 über folgende Geschäftsbereiche:
- „Cameca“ und „Reichert Instruments“ am Standort Unterschleißheim
- „Creaform Deutschland“ am Standort Leinfelden-Echterdingen
- „Brookfield“ am Standort Lorch
- „Haydon Kerk Motion“ am Standort Lauf
- „Surface Vision“ am Standort Karlsruhe
- „Taylor Hobson“, „Edax“, „Programmable Power“ und „Luphos“ am Standort Weiterstadt (Weiterstadt Park) + Geschäftsbereich Zygo der Ametek Germany GmbH
- „Advance Measurement Technologies“ (AMT), „Process- und Analytical Instruments“ (P&AI), „Land Instruments“, „Technical Manufacturing Corporation“ (TMC), „Measurement and Calibration Technologies“ (M&CT), „Vision Research“, „Precitech“ und „Solartron Metrology“ am Standort Meerbusch.

Fertigung fand in Deutschland bei der Spectro Analytical Instruments GmbH in Kleve und der Ametek Germany GmbH im Geschäftsbereich „Rheotec“ in Ottendorf-Okrilla bei Dresden statt.